# Callia gallegoi
Callia gallegoi är en skalbaggsart som beskrevs av Maria Helena M. Galileo och Martins 1991. Callia gallegoi ingår i släktet Callia och familjen långhorningar. Inga underarter finns listade.